# Бужаки, Акош
Акош Бужаки (венг. Ákos Buzsáky; 7 мая 1982, Будапешт, Венгрия) — венгерский футболист, полузащитник. Выступал в сборной Венгрии.

## Карьера

### В клубах
Карьеру начинал в венгерских футбольных клубах «Гранд» и МТК.
В клубе «МТК» его заметили селекционеры «Порту», и он прибыл в клуб, который на тот момент тренировал Жозе Моуринью. В португальской команде Бужаки играл в основном за команду «В», и был отправлен в аренду, сначала в «Академику», а потом в английский клуб «Плимут Аргайл».
Позже «Плимут Аргайл» выкупил права на Бужаки, так как он проявил себя в играх за клуб.
2 января 2008 года Бужаки подписал контракт с лондонским «КПР».

### В сборной
3 сентября 2005 года Бужаки дебютировал за сборную в игре против Мальты.

## Достижения

### Командные
МТК
- Обладатель Кубка Венгрии: 2000
- Серебряный призёр Чемпионата Венгрии: 2000

Порту
- Обладатель Кубка УЕФА: 2002/03
- Обладатель Суперкубок Португалии: 2003

КПР
- Победитель Чемпионат Футбольной Лиги: 2010/11

#### Личные
- Лучший молодой игрок Венгрии: 2003
- Лучший игрок месяца в Чемпион-лиги: Январь 2007